# Isola della Royal Society
L'isola della Royal Society (in russo Остров Королевского Общества, ostrov Korolevskogo Obščestva) è un'isola russa che fa parte dell'arcipelago della Terra di Francesco Giuseppe, nell'Oceano Artico. Amministrativamente fa parte dell'oblast' di Arcangelo.
L'isola  è stata così chiamata in onore della Royal Society, una delle più antiche società scientifiche del mondo, fondata nel 1660.

## Geografia
L'isola si trova 5,5 km a nord-est dell'isola di Hooker e a 1,5 km dall'isola di Leigh-Smith che si trova a sud-est. L'isola della Royal Society ha la forma di una mezza luna ed è lunga 5,5 km e larga 2 km; è quasi completamente priva di ghiaccio, gran parte del suo territorio è costituito da scogliere, alte 204 m a sud e 188 m a nord.